# Brett Helquist
Brett Helquist es un ilustrador estadounidense conocido por su trabajo en los libros infantiles Una serie de catastróficas desdichas. Como tal, sus ilustraciones de la serie han aparecido en múltiples medios, incluyendo los libros, las cubiertas de los audio libros, calendarios, etcétera. 
Según la información biográfica publicada en la serie, Helquist nació en Ganado, Arizona, vivió en Orem, Utah, ganó una licenciatura en artes finos de la universidad Brigham Young University, y vive en la ciudad de Nueva York (del 2004 a la fecha). Ha sido publicado en la revista infantil Cricket, y en el New York Times. Es representado por Shannon Associates en la ciudad de Nueva York. Sus ilustraciones se caracterizan por su gran precisión y detalle. Brett ha ilustrado otros libros infantiles, incluyendo:
- Chasing Vermeer ISBN 0-439-37294-1
- Milly and the Macy's Parade ISBN 0-439-29754-0
- The Revenge of Randal Reese-Rat ISBN 0-06-050867-1
- Books in the Tales from the House of Bunnicula series by James Howe:

- It Came from Beneath the Bed! ISBN 0-689-83948-0
- Howie Monroe and the Doghouse of Doom ISBN 0-689-83952-9
- Screaming Mummies of the Pharaoh's Tomb II ISBN 0-689-83953-7
- Bud Barkin, Private Eye ISBN 0-689-86989-4
- The Odorous Adventures of Stinky Dog ISBN 0-689-87412-X

Brett también escribió e ilustró Roger, the Jolly Pirate, ISBN 0-06-623805-6, publicada en el 2004.
También ilustró la serie "Green Knowe" :
- The Children of Green Knowe
- The Treasure of Green Knowe (alias The Chimneys of Green Knowe)
- The River at Green Knowe
- A Stranger at Green Knowe
- An Enemy at Green Knowe

- Datos: Q2340811